# 6,35 mm Browning
Die Patrone im Kaliber 6,35 mm Browning (nominal: .25 ACP bzw. 6,35 × 15,5 mm HR (HalbRand)) wurde 1904 von John Moses Browning in Zusammenarbeit mit der US-Firma Union Metallic Cartridge Company und der belgischen staatlichen Waffenfabrik FN (Fabrique Nationale) als reine Pistolenpatrone entwickelt und mit der Selbstladepistole FN Modell 1906 (bzw. Colt Modell 1908) auf den Markt gebracht. Die Patrone wurde universell konstruiert und verfügt über eine Halbrandhülse, was die Verwendung sowohl in Pistolen als auch in Revolvern ermöglicht. Das Geschoss der Patrone ist fast ausschließlich ein mit Tombak ummanteltes Vollmantelgeschoss mit Bleikern. Das Kaliber führt die Reihe der ACP-Kaliber eine Stufe tiefer (unter die .32 ACP). Es wurden Versuche mit der Entwicklung von Schnellfeuerpistolen in diesem Kaliber durchgeführt, die Ergebnisse waren jedoch für den militärischen Einsatz ungenügend.

## Geschichte
Als Halbrand-Revolverpatrone konnte sie sich nicht durchsetzen: In der ersten Hälfte des zwanzigsten Jahrhunderts wurden zumeist von einigen kleineren Herstellern in Belgien oder Spanien Einzelstücke oder Kleinstserien gefertigt, einige wenige auch in Deutschland, zumeist in Suhl. Die Patrone mit Rand blieb jedoch bis heute die bevorzugte Revolverpatrone.
Die Einführung der Patrone 6,35 mm Browning führte weltweit dazu, dass nahezu alle Waffenhersteller ebenfalls diese kleinen Taschenpistolen konstruierten bzw. einige mehr oder minder der Entwicklung von J.M. Browning nachempfanden: Die Nachfrage nach diesen kleinen Waffen war entsprechend groß.
Während des Ersten und Zweiten Weltkriegs wurden Taschenpistolen im Kaliber 6,35 mm Browning zu beliebten Offizierswaffen, zumindest bei Stabsoffizieren, andere führten sie lediglich als „Zweitwaffe“ und/oder reine Verteidigungswaffe.
Bei der deutschen Polizei waren Waffen im Kaliber 6,35 mm Browning nahezu ein Dreivierteljahrhundert im täglichen Einsatz, zuletzt bei der weiblichen Kriminalpolizei. Erst mit dem Aufkommen der 9-mm-Polizeipistolen Ende der 1970er/Anfang der 1980er-Jahre verschwanden die letzten der kleinen Waffen in den Arsenalen und wurden zumeist an den Handel verkauft.
Spätestens mit dem Aufkommen der Diskussion über Zielballistik und Mannstoppwirkung der verschiedenen Kaliber Anfang der 1970er-Jahre wurde neben der Patrone 7,65 mm Browning auch die Patrone 6,35 mm Browning mit ihren ballistischen Eigenschaften (260 m/s, 90 J) als mangelhaft in der Verteidigungswirkung eingestuft.
Die Patrone wurde trotzdem weiterhin für Taschenpistolen verwendet und als Verteidigungswaffe deklariert, obwohl die Zielballistik/Stopp-Wirkung einer Taschenpistole/eines Revolvers im Kaliber .22 lfB mit High-Speed-Munition und Hohlspitzgeschoss effektiver ist.

## Waffen (Auswahl)
- Astra 200, 6,35 Browning
- Bayard
- Beretta Modell 20
- Beretta Modell 21
- Beretta Modell 950
- Bernardelli Mod. 68[3][4][5]
- Colt 1906
- ČZ 36 (ČZ 45, ČZ 92)
- Dusek Duo, 6,35 Browning
- Erma EP 25
- Erma EP 555
- Erma EP 655
- FN Browning Modell 1906, Modell Baby (1931)
- Haenel-Schmeisser M1 1920
- Korovin
- Langenhan Modell 2, 3 und 3a (als sogenanntes Einhandmodell)
- Little Tom 6,35 von Alois Tomiška (Wiener Waffenfabrik)
- Mauser Modell 1909, 1910/14, 1910/34,  WTP 1 und 2 (Abkürzung für Westentaschenpistole)
- Melior
- Ortgies-Pistole im Kaliber 6,35 mm Browning
- Reck P8 Kal. 6,35
- Roland Modell 6,35 (entspr. weitgehend der Browningbauweise)
- Sauer & Sohn Modell 1913, 1919, 1920, 1928
- Sauer & Sohn Modell 1919, 1924, 1928
- Simson Modell 22 und 27
- Star Modell Starlet
- Steyr Modell 1909 Pieper
- Stock Modell 6,35
- Taurus PT 25[6]
- Walther Modell 1, 2, 5, 7, 8, 9, TP, TPH, selten PPk
- Zehna Modell 6,35

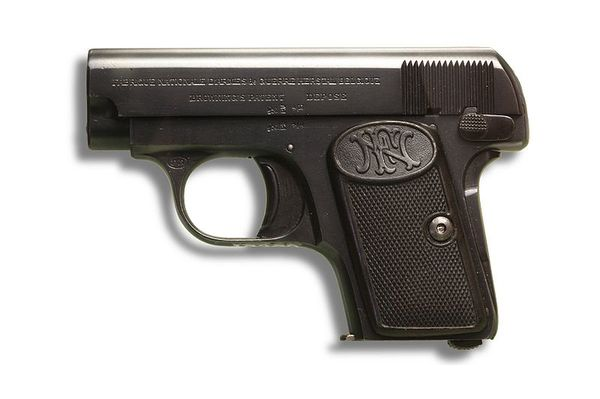
FN Browning Modell 1906
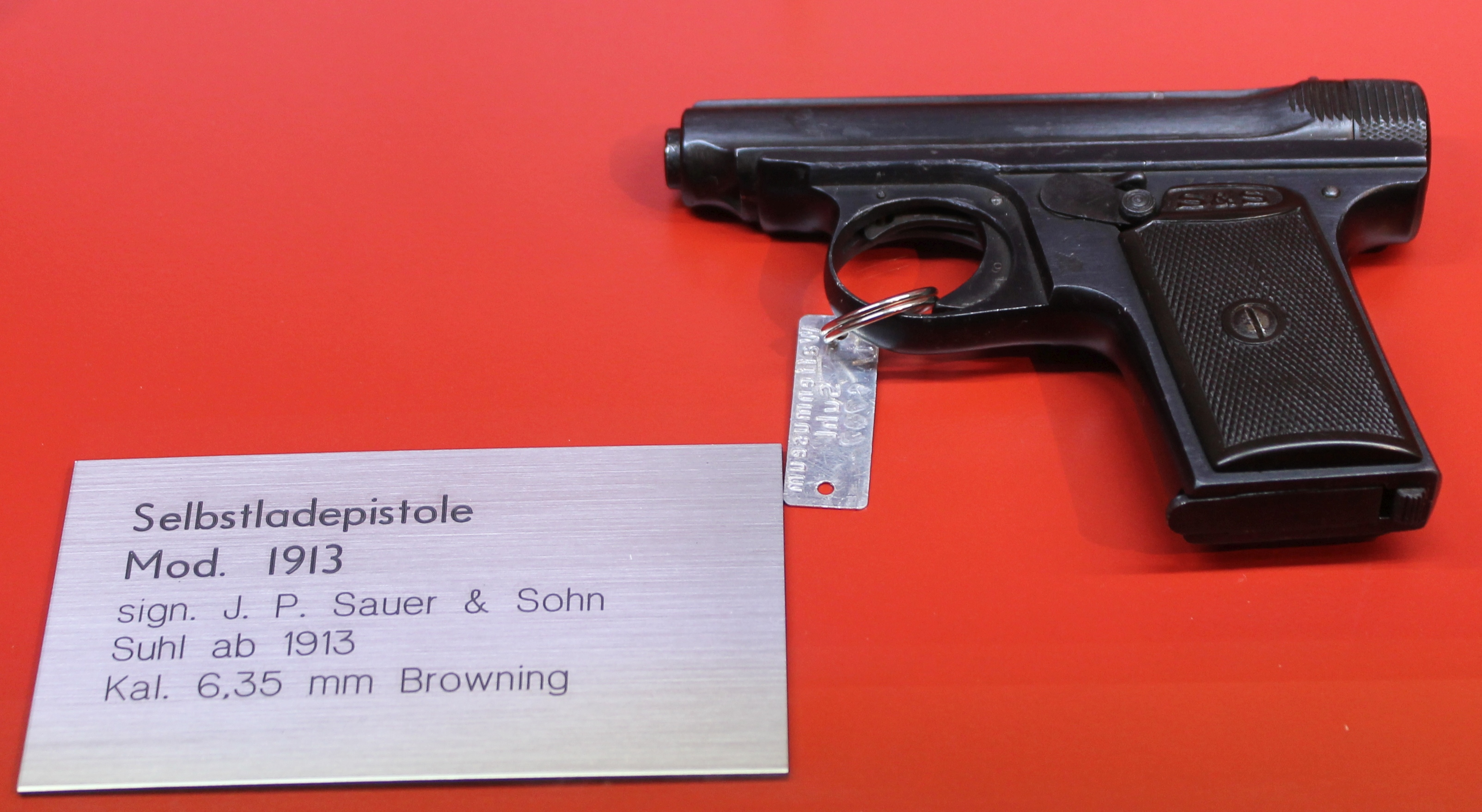
Sauer&Sohn Modell 1913

## Andere Bezeichnungen
- DWM508
- GR757
- 6,35 mm A.C.P.
- 6,35 mm für Selbstladepistole
- 6,35 × 15,5 mm HR
- 6,35 × 15,8 Browning-Pistole
- .25 A.C.P.
- .25 A.S.P.
- .25 Automatic Pistol
- .25 Colt Automatic
- .25–6,35 mm Auto

## Varianten
In der Sowjetunion wurde in den 1920er-Jahren eine leistungsgesteigerte, d. h. schärfer laborierte Variante der 6,35 × 15,5 mm HR für die Taschenpistole Korowin TK produziert. Diese Patrone erreichte in der TK eine v0 von 230 m/s gegenüber 200 m/s der Originalpatrone.
Weitere Varianten in anderen Kalibern finden sich in Automatic Colt Pistol.